# Заветлужский район
Заветлужский район — упразднённая административно-территориальная единица в составе Горьковской области, существовавшая в 1939—1957 годах. Центр — село Воздвиженское.
Заветлужский район был образован в январе 1939 года в составе Горьковской области.
В состав района вошли Безводновский, Большеиевлевский, Большепольский, Воздвиженский, Глуховский, Малосадомовский, Староустинский и Черновский с/с, переданные из Воскресенского района.
В 1944 году из Воздвиженского с/с выделен Большеотарский с/с.
В июне 1954 года Безводновский с/с был присоединён к Староустинскому, Большеотарский — к Воздвиженскому. Черновский с/с разделён между Большеиевлевским и Глуховским с/с.
В ноябре 1957 года Заветлужский район был упразднён, а его территория в полном составе передана в Воскресенский район.